# دارایی ریسکی
دارایی ریسکی به دارایی‌ای گویند که در مورد بازده آن اطمینان نداریم. مانند سهام، اوراق قرضه غیر دولتی، ارز و طلا.
مناسبترین راه برای بررسی نحوهٔ تخصیص ریسک در بازارهای سهام بررسی یک مدل سادهٔ رفتار تحت عدم اطمینان است.

## مطلوبیت حاصل از میانگین و واریانس
یکی از رویکردهای انتخاب تحت عدم اطمینان توصیف توزیع‌های احتمالی می‌باشد که موضوعشان بررسی انتخاب با تعداد کمی از متغیرها است، البته با این فرض که تابع مطلوبیت روی این متغیرها تعریف شده‌باشد. شناخته‌ترین مثال از این رویکرد مدل میانگین-واریانس می‌باشد.
در مدل میانگین-واریانس فرض می‌کنیم که مطلوبیت حاصل از یک توزیع احتمال که به سرمایه گذار ثروت ws را با احتمال πs می‌دهد را می‌توان به صورت یک تابع از میانگین و واریانس آن توزیع بیان‌کرد، همچنین می‌توان مطلوبیت را به صورت تابعی از میانگین و انحراف معیار بیان‌کرد.
اگر انتخاب‌هایی که می‌کنیم را بتوان به‌طور کامل با میانگین و واریانس مشخص کرد پس یک تابع مطلوبیت برای میانگین و واریانس قادر خواهد بود که انتخاب‌ها را همانند یک تابع مطلوبیت انتظاری رتبه‌بندی کند. علاوه بر این حتی اگر توزیع احتمال نتواند به‌طور کامل با میانگین و واریانس مشخص شود، مدل میانگین-واریانس همانند یک تقریب مستدل برای مدل مطلوبیت انتظاری به خوبی به کار می‌آید.
اکنون با استفاده از مدل میانگین-واریانس یک مسئلهٔ سادهٔ مالی را تحلیل می‌کنیم. فرض کنید که شما می‌توانید در دو دارایی متفاوت سرمایه‌گذاری کنید، یکی از آن‌ها دارایی بدون ریسک است که همیشه یک نرخ بهرهٔ ثابت rf پرداخت می‌کند، و دیگری دارایی ریسکی X است که ws نرخ بهره این دارایی است، اگر حالت s رخ دهد و πs احتمال رخ دادن این حالت می‌باشد، فرض می‌کنیم rm نرخ بهرهٔ انتظاری این دارایی ریسکی و σw انحراف معیار آن باشد. البته این را هم فرض می‌کنیم که هر فرد می‌تواند ترکیبی از این دو دارایی را انتخاب کند و مجبور نیست فقط یک دارایی را انتخاب کند، به‌طور مثال اگر t واحد از ثروت خود را در دارایی ریسکی و بقیه را در دارایی بدون ریسک سرمایه‌گذاری کنید نرخ بهرهٔ مورد انتظاری در سبد مالی شما به صورت زیر می‌باشد:

rx = trm+(1-t)rf
پس نرخ بهرهٔ مورد انتظاری روی این سبد مالی، میانگین نرخ‌های بهرهٔ انتظاری وزن‌دار می‌باشد، و واریانس و انحراف معیار سبد مالی به صورت زیر می‌باشد:
σx۲=t۲σm۲ ,
σx=tσm
منطقی است فرض کنیم که rm>rf است زیرا یک سرمایه‌گذار ریسک گریز هرگز یک دارایی ریسکی را که نرخ بهرهٔ کمتر از دارایی بدون ریسک دارد را قبول نمی‌کند. و این بیانگر این است که اگر شما یک سهم بیشتری از ثروت خود را در دارایی ریسکی سرمایه‌گذاری کنید، بهرهٔ انتظاری بیشتری هم دریافت می‌کنید البته در حالی که شما با ریسک بیشتری مواجه شده‌اید، که در شکل ۱ نمایش داده شده‌است:

در شکل بالا خط بودجه هزینهٔ بهرهٔ انتظاری بیشتر را در مقابل افزایش انحراف معیار بهره اندازه گیری می‌کند.
سبد مالی بهینه مطابق با نقطه‌ای در شکل است که منحنی بی‌تفاوتی مماس با خط بودجه باشد. در نقطه بهینه انتخاب بهره و ریسک، شیب منحنی بی تفاوتی برابر با شیب خط بودجه‌است که به این شیب قیمت ریسک می‌گویند، که چگونگی بده بستان بهره و ریسک را بیان می‌کند و به صورت زیر محاسبه می‌شود:

p=(rm-rf)/σm
اکنون فرض کنید یک دارایی ریسکی دیگری به اسم Y وجود دارد که میانگین آنry و انحراف معیار آن σy باشد که ry>rx و σy>σx است، که در شکل ۲ نمایش داده شده‌است:
همانگونه که مشاهده می‌شود سرمایه‌گذاری در دارایی Y و دارایی بدون ریسک بهتر از سرمایه‌گذاری در دارایی X و دارایی بدون ریسک می‌باشد زیرا منحنی بی‌تفاوتی بالاتری که بیان کنندهٔ مطلوبیت بیشتری هست بر آن خط بودجه آن مماس است. البته مقداری از دارایی ریسکی که فرد می‌خواهد در آن سرمایه گذاری کند خیلی مهم است، زیرا اگر بخواهد همهٔ ثروت یا هیچ مقداری از آن را در دارایی X یا Y سرمایه‌گذاری کند نتیجهٔ دیگری بدست می‌آید، به‌طور مثال در شکل بالا مصرف‌کننده ترجیح می‌دهد که همهٔ ثروت خود را در دارایی X سرمایه‌گذاری کند تا اینکه همهٔ دارایی خود را در دارایی Y سرمایه‌گذاری کند به این دلیل که X روی منحنی بی تفاوتی بالاتری نسبت به Yقرار می‌گیرد، اما اگر او بتواند ترکیبی از آن‌ها را انتخاب کند او همیشه ترکیب دارایی ریسکی Y و بدون ریسک را به ترکیب X و بدون ریسک ترجیح می‌دهد.

## اندازه‌گیری ریسک
در این قسمت می‌خواهیم نحوهٔ اندازه‌گیری ریسک یک دارایی را بیان کنیم. در حالتی که قفط یک دارایی ریسکی داریم مقدار ریسک را می‌توان به وسیلهٔ انحراف معیار بدست آورد، ولی در حالتی که تعداد زیادی دارایی ریسکی داریم انحراف معیار یک معیار مناسبی برای اندازه‌گیری ریسک نمی‌باشد، به این دلیل که مطلوبیت یک مصرف‌کننده به میانگین و واریانس ثروت کل فرد بستگی دارد نه به میانگین و واریانس تک تک دارایی‌هایی که او نگه می‌دارد.
در حالتی که چند دارایی ریسکی داریم سبدهای مالی‌ای که شامل دارایی‌هایی که به صورت منفی با یکدیگر رابطه دارند ارزش بیشتری دارند، چون ریسک کل را کم می‌کنند. در حالت کلی ارزش یک دارایی خیلی بیشتر به همبستگی بهره‌اش با بقیهٔ دارایی‌ها تا با واریانس خودش بستگی دارد، به‌طور مثال فرض کنید که شما دو دارایی A و B را می‌توانید مبادله کنید که دارایی A یا ده دلار یا منفی پنج دلار می‌ارزد و دارایی B هم به همین صورت، اما وقتی دارایی A ده دلار می‌ارزد دارایی B ارزشش منفی پنج دلار می‌باشد، به عبارت دیگر همبستگی منفی دارند. حال اگر شما بتوانید فقط یک دارایی را مبادله کنید ماکزیمم مقداری که حاضرید برای آن بپردازید ۲/۵ دلار می‌باشد که برابر با میانگین ارزش هر دارایی است. اما اگر شما بتوانید هر دو دارایی را مبادله کنید ماکزیمم مقداری که حاضرید برای آن بپردازید برابر ۵ است که برابر با مجموع ارزش دارایی‌ها یعنی ۲/۵+۲/۵ می‌باشد.
ریسک یک سهم را نسبت به ریسک بازار بتای (β) سهم گوئیم و در حالتی که چند دارایی ریسکی داریم برای بیان ریسک از بتااستفاده می‌کنیم، که بتا بابر است با تقسیم ریسک دارایی iام بر ریسک بازار و به این صورت محاسبه می‌شود:(βi=cov(ri,rm)/var (rm
اگر یک سهم بتای مساوی یک داشته باشد، پس به اندازهٔ بازار ریسکی می‌باشد، یعنی اگر بازار ده درصد رشد داشته باشد این سهم هم به‌طور میانگین به اندازهٔ ده درصد رشد داشته‌است. اگر سهم بتایی کمتر از یک داشته باشد در این حالت اگر بازار ده درصد رشد داشته باشد، سهم به اندازه‌ای کمتر از ده درصد رشد خواهد داشت.

## ریسک متقابل
موسسه‌های مالی نه تنها به اشخاص بلکه به همدیگر نیز وام می‌دهند. بنابراین همیشه یک احتمالی وجود دارد که یکی از موسسات وام گیرنده برای باز پرداخت وام با مشکل مواجه شود که به این ریسک، ریسک متقابل گویند.
برای آشنا شدن با این نوع ریسک فرض کنید سه بانک A و B و C وجود دارند که بانک A به بانک B، یک میلیون دلار و بانک B به بانک C، یک میلیون دلار و بانک C هم به بانک A، یک میلیون دلار بدهکار است. فرض کنید بانک A در پرداخت خود به بانک B با مشکل مواجه شود و نتواند وام خود را پرداخت کند. حال بانک B نیز چون یک میلیون کمتر دارد ممکن است قادر به پرداخت وام خود به بانک C نباشد و بانک C نیز به‌طور مشابه نمی‌تواند به بانک A وام خود را پرداخت کند و بانک A را بیشتر در مشکلات مالی فرو می‌برد. به این نوع اثر، ریسک سیستماتیک می‌گویند. این یک حالت خیلی ساده از آن چیزی است که در موسسات مالی آمریکا در رکود ۲۰۰۸ اتفاق افتاد.
اکنون سوالی که پیش می‌آید این است که راه حل این مسئله چیست؟ یک راه حل برای این مسئله این است که یک قرض دهندهٔ پناهنده‌ای شبیه بانک مرکزی وجود داشته باشد، در این شرایط بانک A می‌تواند از بانک مرکزی وامی یک میلیون دلاری بگیرد و قرض خود را بپردازد و بانک B هم می‌تواند  قرض خود را به بانک C بپردازد و بانک C هم قرض خود را به بانک A می‌پردازد و اکنون بانک A به اندازهٔ کافی دارایی دارد تا بتواند قرض خود را به بانک مرکزی بپردازد.

## تعادل در یک بازار برای دارایی‌های ریسکی
در این قسمت می‌خواهیم شرایط تعادل را برای یک بازار با دارایی‌های ریسکی بیان کنیم. فرض می‌کنیم که سبدمالی‌هایی که بررسی می‌کنیم شامل همهٔ دارایی‌های ریسکی موجود در بازار می‌شوند.
همانگونه که در قسمت قبل دیدیم ریسک دارایی iام بربر است با βiσm، و هزینهٔ ریسک برابر می‌شود با حاصل ضرب قیمت ریسک در ریسک کلی یعنی  βiσmp که بیانگر تعدیل ریسک می‌باشد.
اکنون می‌توانیم شرایط تعادل را در بازار برای دارایی ریسکی بیان کنیم:

در تعادل همهٔ دارایی‌ها باید یک نرخ بهرهٔ تعدیل شده با ریسک داشته باشند زیرا اگر یک دارایی نرخ بهرهٔ تعدیل شدهٔ بیشتری داشته باشد در نتیجه تقاضا برای آن دارایی زیاد می‌شود و دیگر در حالت تعادل نیستیم، پس باید تمام دارایی‌ها یک نرخ بهرهٔ تعدیل شده با ریسک داشته باشند.
برای بیانی دیگر از تعادل فرض کنید دو دارایی i و j با نرخ بهرهٔ انتظاری ri و rj و بتای βi و βj داشته باشیم، برای وجود تعادل باید داشته باشیم که:(ri-βi(rm-rf)=rj-βj(rm-rf
این رابطه بیان می‌کند که در تعادل بهرهٔ تعدیل شده با ریسک دو دارایی باید مثل هم باشند.
می‌دانیم که بتای دارایی بدون ریسک برابر صفر است (βf=۰) زیرا ریسک صفر دارد پس داریم که:(ri=rf+βi(rm-rf
که این رابطه بیان می‌کند که بهرهٔ انتظاری هر دارایی باید برابر باشد با بهرهٔ دارایی بدون ریسک به اضافهٔ ریسک تعدیل شده، که  بیان کنندهٔ مقدار بهرهٔ اضافی‌ای است که فرد در مقابل تحمل ریسک در خواست می‌کند. که این تساوی مهم‌ترین نتیجهٔ مدل قیمت‌گذاری دارایی سرمایه‌ای است، که استفاده‌های بسیاری در مطالعهٔ بازارهای مالی دارد.

## نحوهٔ تعدیل بهره
در این قسمت می‌خواهیم نشان دهیم که چگونه قیمت دارایی‌ها باعث می‌شوند که بهره‌ها تعدیل پیدا کنند. در قسمت قبل دیدیم که:(ri=rf+βi(rm-rf
از طرفی بهرهٔ انتظاری روی دارایی iام برابر است با تغییر انتظاری در قیمت آن تقسیم بر قیمت فعلی آن دارایی یعنی ri  مساوی است با مقدار انتظاری {\displaystyle {\frac {{p_{1}}-{p_{0}}}{p_{0}}}} به این دلیل از عبارت انتظاری استفاده می‌کنیم چون که تخمین قیمت فردای دارایی بدون اطمینان است. اکنون فرض کنید که یک دارایی وجود دارد که بهرهٔ انتظاری تعدیل شده با ریسک آن بیشتر از بهرهٔ دارایی بدون ریسک باشد یعنی:
ri-βi(rm-rf)>rf
پس این دارایی یک موقعیت خوبی برای سرمایه‌گذاری می‌باشد. موقعی که مردم وجود این دارایی را کشف می‌کنند آن‌ها می‌خواهند که آن را بخرند و آن‌ها تمایل پیدا می‌کنند که آن را برای خود نگه دارند یا اینکه آن‌ها می‌خواهند که آن را بخرند و به دیگری بفروشد و از معامله آن سود ببرند. اما همانگونه که مردم سعی می‌کنند این دارایی را بخرند چون تقاضا برای آن زیاد می‌شود، باعث می‌شود که قیمت آن بالا رود یعنی p۰ افزایش یابد و این بدان معنی است که
{\displaystyle r_{i}={\frac {p_{1}-p_{0}}{p_{0}}}}
کاهش می‌یابد. اما تا جایی کاهش پیدا می‌کند که نرخ بهره تعدیل یافته با ریسک این دارایی برابر با نرخ بهره دارایی بدون ریسک شود.